# Flowery Field
Flowery Field is een plaats in het bestuurlijke gebied Tameside, in het Engelse graafschap Greater Manchester. De plaats telt ongeveer 3000 inwoners.